# Rawidasi

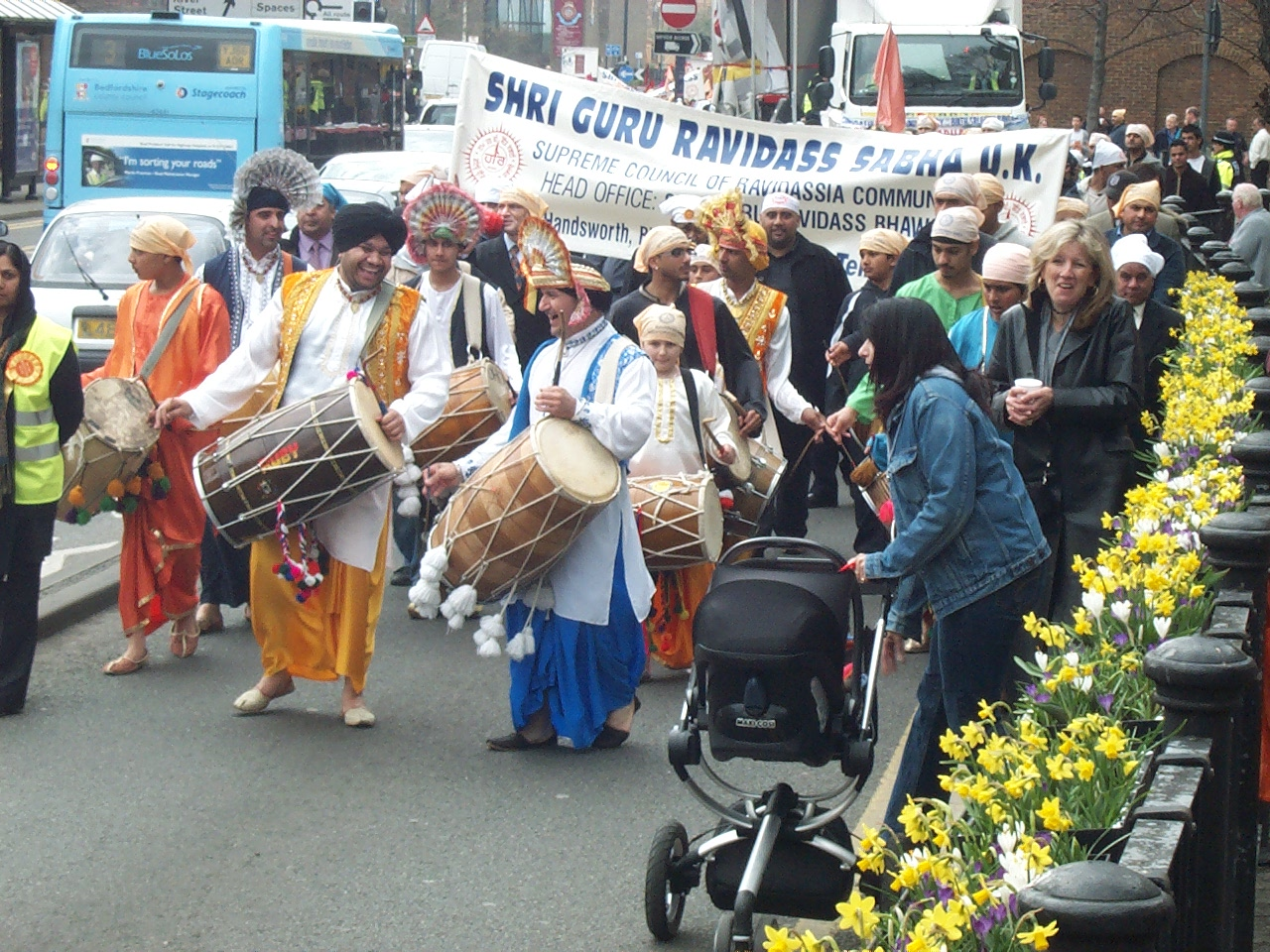
Procesja członków ruchu w Bedford

Rawidasi (pendż. ਰਬਿਦਾਸੀ lub ਆਦ ਧਰਮ ravidasi sampradaya) – ruch religijny skupiony wokół postaci Rawidasa, czternastowiecznego guru z północnych Indii, urodzonego w kaście niedotykalnych. Ruch łączący tradycje bhakti z wpływami sikhizmu.